# Kościół Imienia Maryi w Nowym Sadzie
Kościół imienia Maryi w Nowym Sadzie (Цкрва имена Маријиног у Новом Саду) – kościół rzymskokatolicki usytuowany na Placu Wolności w Nowym Sadzie naprzeciwko miejskiego ratusza.

## Historia
Pierwszy kościół katolicki w Nowym Sadzie powstał na początku XVIII wieku, lecz uległ on zniszczeniu już w roku 1742. W tym samym roku wybudowano nową świątynię dla miejscowych katolików. Ponad 100 lat później, 12 czerwca 1849 roku w trakcie bombardowania Nowego Sadu przez siły węgierskie z Twierdzy Petrovaradin, zniszczeniu uległa wieża kościoła. Świątynia w takim stanie przetrwała do końcówki XIX wieku, kiedy to podjęto decyzję o jej zburzeniu. W jej miejsce wzniesiono obecny budynek kościoła, który oddano do użytku w 1895 roku.

## Architektura
Kościół wybudowany został w stylu neogotyckim. Do jego budowy wykorzystano żółtą cegłę. Główna wieża ma wysokość 72 metrów. Długość świątyni wynosi 52 metry, szerokość 25 metrów, natomiast dach znajduje się na wysokości 22 metrów. Świątynia wyposażona jest w cztery ołtarze.

## Galeria

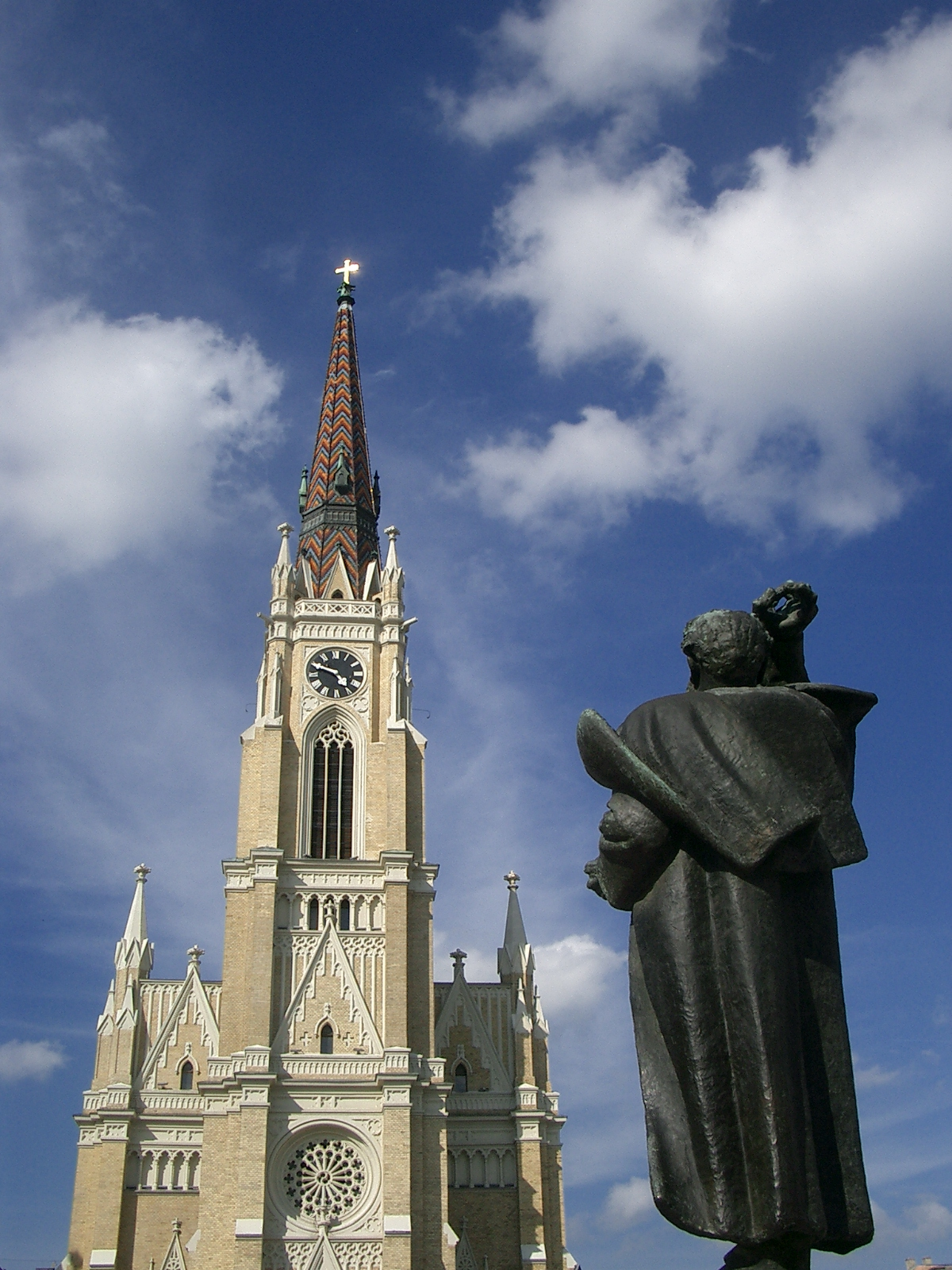
Kościół na tle pomnika Svetozara Mileticia
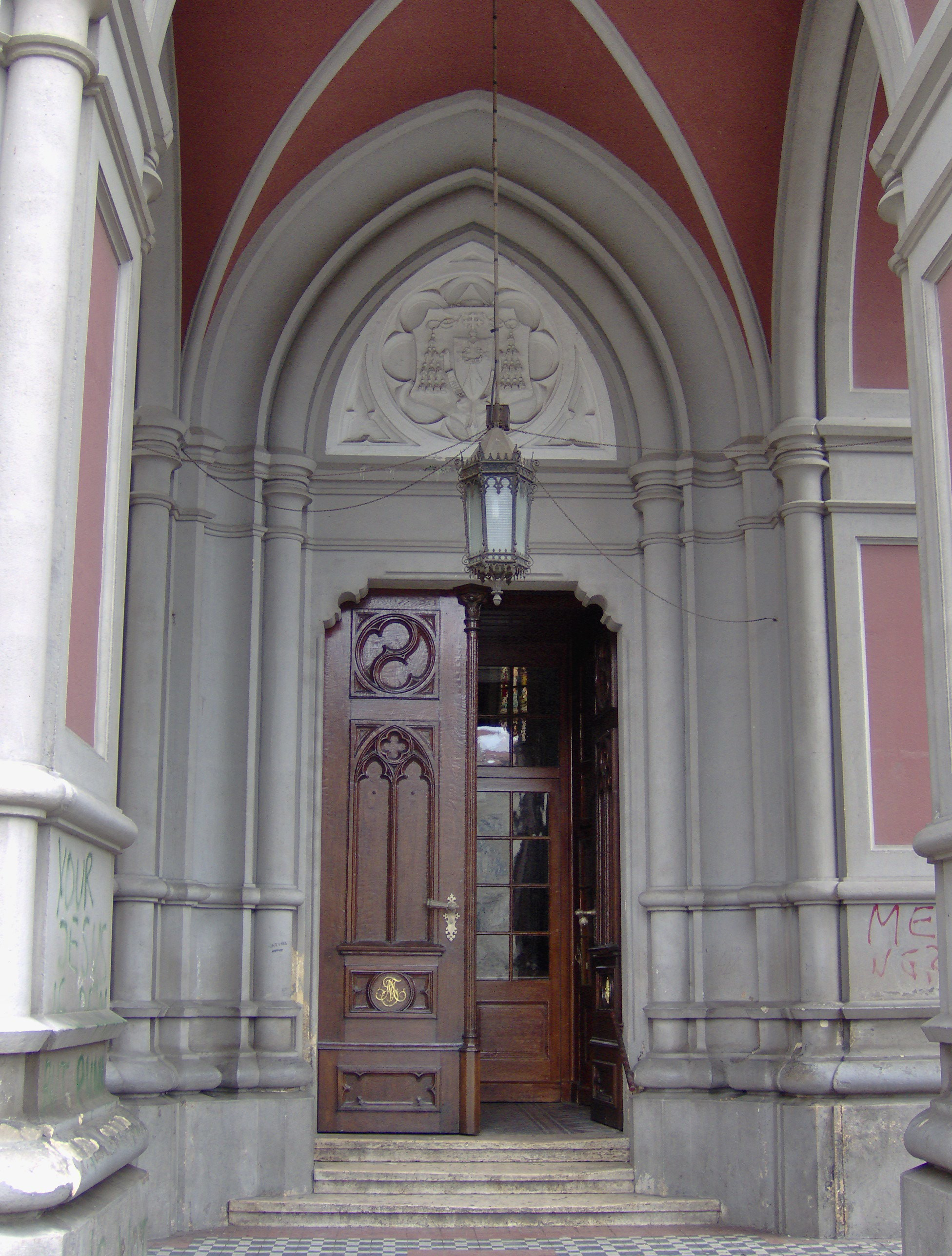
Wejście do świątyni
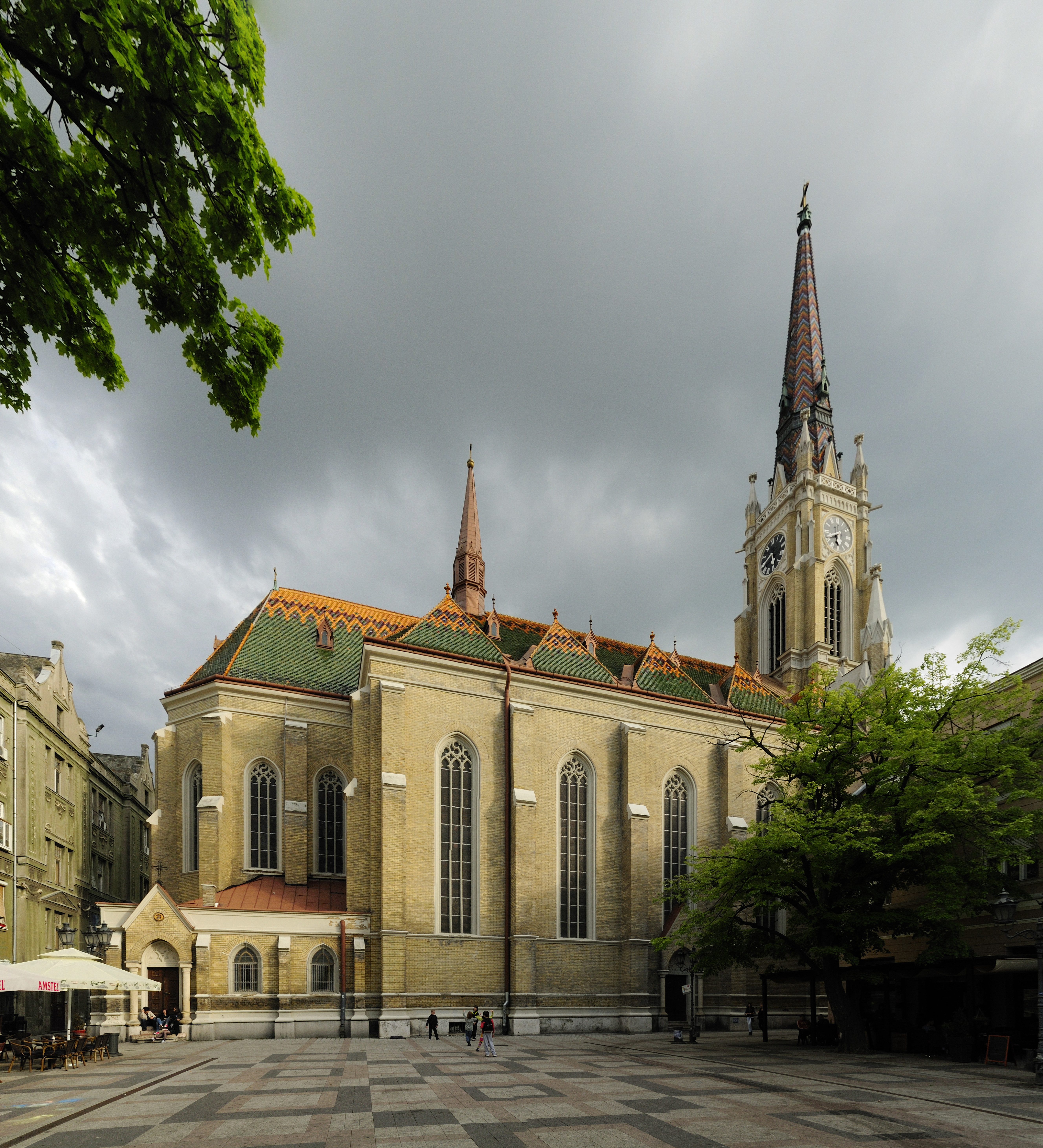
Widok z boku